# Cisseps
Cisseps é um gênero de traça pertencente à família Arctiidae.
De acordo com Watson, Fletcher & Nye (1980), o nome inicial deste gênero era Scepsis, estabelecido como um subgênero de Ctenucha por Kirby, 1837. Walker, 1854, catalogou estes insetos na List of the specimens of lepidopterous insects in the collection of the British Museum. A partir de Franclemont, 1936, seu nome senior passou a ser Cisseps, com Scepsis como um júnior homônimo.